# Слатина де Криш (Арад)
Слатина де Криш (рум. Slatina de Criș) насеље је у Румунији у округу Арад у општини Дезна. Oпштина се налази на надморској висини од 252 m.

## Становништво
Према подацима из 2002. године у насељу је живело 190 становника, од којих су сви румунске националности.